# Església parroquial de Santa Maria (Vidreres)
L'Església parroquial de Santa Maria és un edifici del municipi de Vidreres (Selva) inclosa en l'Inventari del Patrimoni Arquitectònic de Catalunya.

## Descripció
Pel que fa a l'exterior, en la façana trobem dos registres ben diferenciats: per una banda, el sector inferior, o sigui el més antic, destaca sobretot la portada imbuïda pel lèxic clàssic, el qual però ha estat depurat, destil·lat o passat pel tamís del barroc, però des del punt de vista de la vena més tardana relacionada amb el barroc més academicista i desproveït de la seva ràbia opulent i fastuosa. La portada consta d'un basament motllurat d'un metre i mig d'alçada aproximadament, amb dues pilastres dòriques per banda, amb fust estriat amb base motllurada, que sostenen un sistema d'entaulament de ressò típicament clàssic, amb l'arquitrau, el fris amb els corresponents tríglifs i mètopes (espai entre bigues ornades amb medallons circulars molts dels quals han desaparegut) i finalment la cornisa. Per sobre d'aquesta trobem una fornícula presidida per una escultura, la qual contempla la imatge de la personalitat titular de l'església, és a dir la Verge Maria, representada sense el nen Jesús en braços, sobre un pedestal, amb túnica i cabells estilitzats i definits i amb les mans creuades al pit, emmarcada per una estructura en forma de templet amb un prominent frontó repujat i coronat per una gran esfera. El templet està flanquejat per dos escuts en relleu de tipologia estrellada (triangle equilàter invertit i culminats també per esferes).

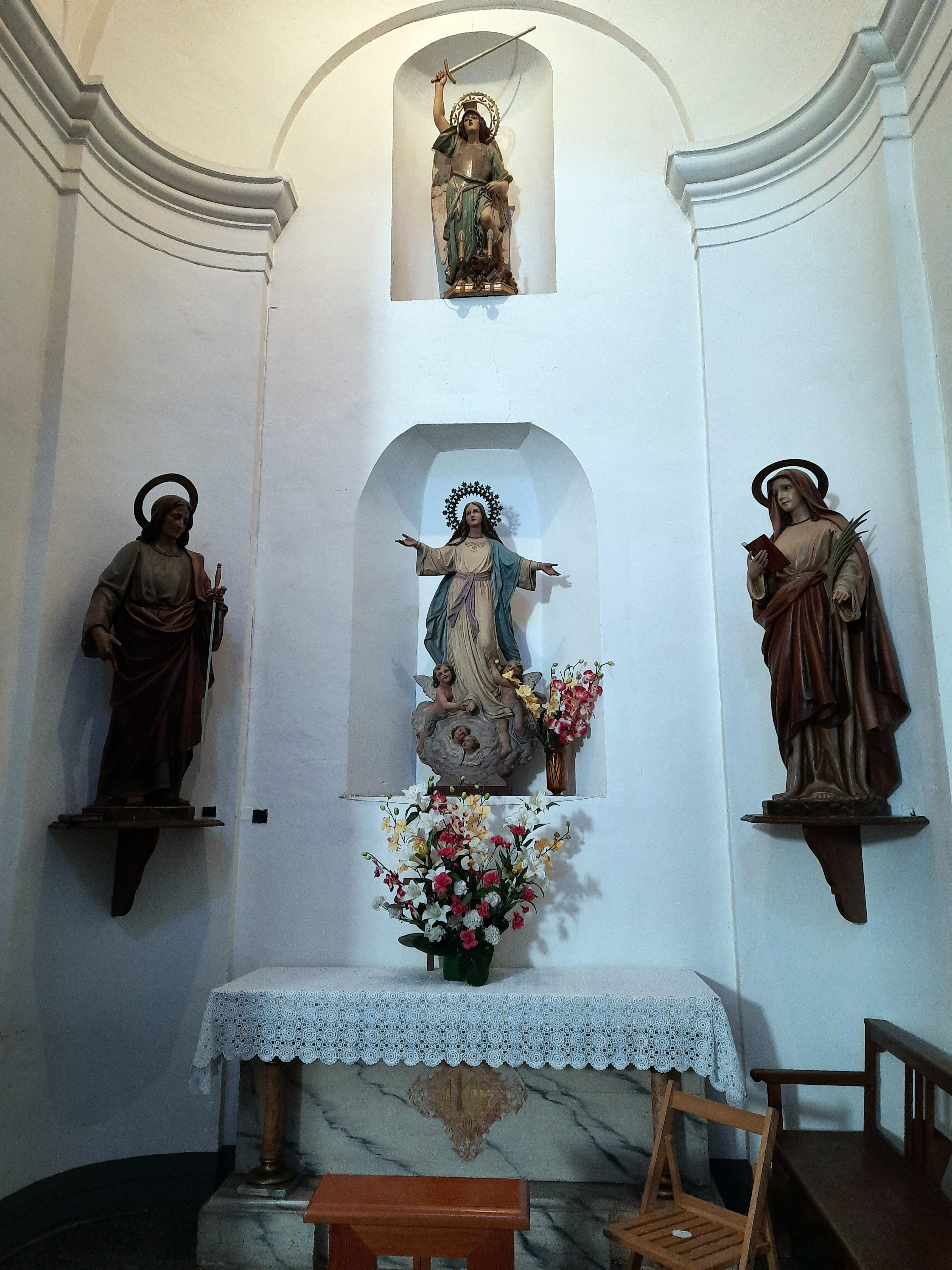
Altar dels patrons de Vidreres: santa Maria, sant Iscle i santa Victòria

Pel que fa a la part superior, de factura més recent i nova, aquesta és molt austera i està mancada de la majestuositat i opulència que caracteritza i impera en la part baixa. Destaca la petita rosassa amb el pertinent vitrall i està coronada amb una creu. Cal esmentar que a diferència de la part baixa, aquest sector més nou contempla un arrebossat amb ratllat romboïdal. Immediatament adossat al lateral, trobem el campanar de pedra, el qual és de planta quadrada, amb dues grans obertures molt allargades i estilitzades de mig punt als quatre costats, coronat per una petita balustrada, i rematat o culminat per una cupul·leta, amb quatre obertures d'arc de mig punt, en els quatre punts cardinals. En la part lateral que desemboca al carrer Catalunya, es percep la presència de quatre contraforts de grans dimensions, que serveixen per recolzar i apuntalar l'estructura.
A nivell interior, l'església consta d'una nau central amb capelles laterals, una de les quals està dedicada als patrons de Vidreres, Sant Iscle i santa Victòria. L'església està sustentada per una volta de canó o de mig punt amb cinc trams de volta més la capçalera. Si a l'exterior ja es percep ràpidament i a simple vista un regust neoclàssic, a l'interior aquesta tendència és elevada al seu màxim exponent, ja que tot l'interior està fortament impregnat i imbuït d'una esfera i sensació neoclàssica, convertint l'església de Vidreres en una església típicament romana, com molt bé ho acredita sobretot el sistema de sustentació emprat, consistent en: un basament de pedra motllurat, pilastra adossada, coronada amb un capitell corinti que sosté un fris corregut que recorre tot el perímetre interior de l'església, començant des dels peus, prolongant-se per l'absis o capçalera fins a arribar a l'altra extrem dels peus. Per sobre, està coronada amb una cornisa motllurada de la qual arranquen les arcuacions de la volta i finalment les pertinents llunetes.

## Història
Els primers esments són del segle xi, així el 6 de maig de 1066 Arnau Ramon abans de pelegrinar a Roma fa testament i entre altres coses deixa els béns que té a la parròquia de Vidreres a la seva mare. I el 8 de gener de 1079 el bisbe de Girona va consagrar l'església de Sant Lomà de Lloret i es comenta que la parròquia de Lloret afronta al nord amb les parròquies de Sant Llorenç de Maçanet, Santa Maria de Vidreres i Sant Esteve de Caulès. L'edifici que podem veure és de finals del segle xviii i potser de l'antiga construcció només queden les bases del campanar.
La construcció de l'actual església es realitzà en concret entre els anys 1790 i 1800 dintre l'estil barroc neoclàssic. Durant la guerra carlina (1872-1875) es va enderrocar la piràmide que coronava el campanar, posteriorment es construí la cupuleta que encara existeix. Tanmateix durant el transcurs de la darrera guerra carlina, el culte parroquial se celebrà en la capella dels Dolors, avui desapareguda, perquè l'església de Santa Maria era ocupada pels "cipaios". La façana va romandre inacabada fins a la dècada dels 90 del segle xx, així la part inferior és de pedra i la superior s'acaba amb un esgrafiat.